# جورج فيشر (ممثل)
جورج فيشر (بالإنجليزية: George Fisher)‏ مواليد 10 أغسطس 1891 في جمهورية، ميشيغان، الولايات المتحدة - الوفاة 13 أغسطس 1960 في كاليفورنيا، الولايات المتحدة، هو ممثل أمريكي بدأ مسيرته الفنية سنة 1911. ظهر في قرابة 72 فيلما.

## الأعمال
- أليموني
- الأخت الصغرى للجميع

## روابط خارجية
- جورج فيشر على موقع IMDb (الإنجليزية)
- جورج فيشر على موقع أول موفي (الإنجليزية)
- جورج فيشر على موقع قاعدة بيانات برودواي على الإنترنت (الإنجليزية)
- جورج فيشر على موقع قاعدة بيانات الأفلام السويدية (السويدية)
- جورج فيشر على موقع كينوبويسك (الروسية)